# Verwenteling
Verwenteling is een begrip uit de schapenhouderij. Een schaap dat op zijn rug ligt, noemt men een verwenteld schaap. Directe hulp is dan noodzakelijk. Verwentelingen komen meestal voor bij schapen die geruime tijd niet geschoren zijn. Hun rug is dan zo breed dat zij niet zelfstandig weer op kunnen staan. Wanneer een verwenteld schaap niet geholpen wordt, drukken de ingewanden op de longen en de ruggengraat, waardoor het moeite krijgt met ademen en na verloop van tijd zal stikken.

## Hulp
Het dier moet altijd via het achterwerk weer op de poten geholpen worden, waarbij de achterpoten het eerst de grond moeten raken. Er moet hierbij niet te veel aan de wol of de hoorns worden getrokken omdat er dan bloeduitstortingen ontstaan. Het beste is, om het dier bij de vangen (de oksels van een schaap) te pakken. Omdat een schaap soms wel 60 tot 70 kilogram kan wegen, is het verstandig het schaap met zijn tweeën op te tillen. Als het schaap op de kont getild is, moet het meestal even zitten. Er komt dan weer zuurstof naar de spieren, en de organen krijgen weer ruimte. 
Een schaap dat nog levenskracht heeft, zal zelf ook willen opstaan, en hoeft alleen maar geholpen te worden. Een schaap dat geheel niet meewerkt, moet niet te plotseling op de poten gezet worden, maar in etappes, zodat de organen zich weer aan kunnen passen aan de nieuwe situatie. Een schaap dat op tijd geholpen wordt, zal meestal binnen tien minuten weer gaan grazen. Een schaap dat langer op de rug heeft gelegen, zal in het begin wat slingeren bij het lopen. Men moet er dan altijd even bij blijven staan zodat het dier niet ergens in loopt, bijvoorbeeld een sloot. Pas als de dronkemansloop over is en het dier gaat grazen, is het grootste gevaar geweken. 
Een verwenteld schaap dat te snel of ruw omgerold en op de poten gezet is, loopt een grote kans op een maagkanteling (maagtorsie). Dan kan het gas, dat, zoals bij alle herkauwers in grote hoeveelheden in het maag-darmstelsel gevormd wordt, niet ontsnappen. Dit kan leiden tot een coma en uiteindelijk de dood. Verder kunnen allerlei weefsels en organen gekneusd of afgekneld worden.